# Revista Chilena de Derecho y Ciencia Política
Revista Chilena de Derecho y Ciencia Política (RChDyCP) es una publicación cuatrimestral de Chile a cargo de la Facultad de Ciencias Jurídicas de la Universidad Católica de Temuco, dedicada al análisis científico de las temáticas relacionadas con el derecho, la filosofía del derecho, la filosofía política, la resolución alternativa de conflictos y la ciencia política.
Inició su publicación en el año 2010, siendo el primer número de la Revista publicado en el mes de julio del mismo año. Su director responsable es Iván Díaz García. Posee tres secciones permanentes (Derecho, CREA - Resolución alternativa de conflictos, Ciencia Política) y dos secciones de carácter variable: Comentarios de Jurisprudencia y Recensiones. 
La revista está indexada en Scopus, Scielo-Chile, DOAJ, Latindex Catálogo, Dialnet, Rebiun, CLASE (UNAM), Fama (Universidad de Sevilla), BCN (Biblioteca Congreso Nacional), Cisne (UCM), Al día (Universidad de Chile), V-Lex, El Mercurio Legal, CAPES, EZB, WorldCat, MacEwan University, Universia, Academic Journal Database.

## Génesis
La Revista Chilena de Derecho y Ciencia Política es sucesora de las dos publicaciones que mantenía la Escuela de Derecho de la Universidad Católica de Temuco: la Revista de Derecho de la UC Temuco y la Revista del CREA - Centro de Resolución Alternativa de Conflictos, de la misma casa universitaria. Es así, como en el año 2009, se decide fusionar ambas publicaciones en una nueva, que buscara generar un espacio de diálogo del conocimiento especializado en el ámbito de las ciencias jurídicas, de la ciencia política y de las políticas públicas, a través de la difusión de resultados de las investigaciones desarrolladas tanto a nivel nacional como internacional en los espacios americano y europeo. Es así, como en el año 2009 se constituye el primer equipo de trabajo, cuyo trabajo se plasma en la primera edición de la revista publicada en julio de 2010, contando con una favorable aceptación del mundo científico, académico y estudiantil. A la fecha, son cuatro las ediciones publicadas, siendo la última de diciembre de 2011.

## Comité Editorial
- Dra. Eugénia Cunha, Universidad de Coimbra, Portugal.
- Dr. Mauricio Morales Quiroga, Universidad de Talca, Chile.
- Dr. Juan Pablo Luna, Pontificia Universidad Católica de Chile, Chile.
- Dr. Enrique Pastor Seller, Universidad de Murcia, España.
- Dr. Gabriel Negretto, Pontifica Universidad Católica de Chile, Chile.
- Dr. Juan Luis Goldenberg, Pontificia Universidad Católica de Chile, Chile.
- Dr. Fernando Rosenblatt, Universidad Diego Portales, Chile.
- Dr. Rafael Piñeiro, Universidad Católica de Uruguay, Uruguay.
- Dr. Leslie Wehner, University of Bath, Inglaterra.
- Dr. Jhon Polga–Hecimovich, United States Naval Academy, Estados Unidos.
- Dr. Leiv Marsteintredet, University of Bergen, Noruega.
- Dr. Rodrigo Coloma, Universidad Alberto Hurtado, Chile.
- Dr. Sergio Toro Maureira, Universidad Mayor, Chile.
- Dr. Daniel Eduardo Bonilla Maldonado, Universidad de los Andes, Colombia.
- Dr. Michel Troper, Université Paris X- Nanterre, Francia.
- Dr. Jean Pierre Matus Acuña, Corte Suprema, Chile.
- Dr. Tomas Dosek, Pontificia Universidad Católica de Perú, Perú.
- Dr. Nicolás Trajtenberg, University of Manchester, Inglaterra.
- Dra. Alexandra Tomaselli, Institute for Minority Rights of Eurac Research, Bolzano-Bozen, Italia.
- Dr. Jaime Alcalde Silva, Pontificia Universidad Católica de Chile, Chile.
- Dr. Luciano D. Laise, Universidad de Piura, Perú.
- Dr. Pablo Nicolás Biderbost, Universidad Pontificia Comillas, España.
- Dr. Iván Mauricio Obando Camino, Universidad de Talca, Chile.
- Dr. Felipe Arocena, Universidad de la República, Uruguay.
- Dr. Luis Iván Díaz García, Universidad Católica de Temuco, Chile.
- Dr. Bejamín Marcheco Acuña, Universidad de Guayaquil, Ecuador.
- Dra. Ana Isabel López García, Universidad de Konstanz, Alemania.
- Dra. Gabriela Tarouco, Universidad Federal de Pernambuco, Brasil.
- Dra. Judith Schönsteiner, Universidad Diego Portales, Chile.
- Dr. Carlos Miguel Rico Motos, Universidad Pontificia de Comillas, España.
- Dr. Lorenzo Bujosa Vadell, Universidad de Salamanca, España.
- Dr. Alejandro Olivares L., Universidad Mayor, Chile.
- Dr. Víctor Javier Vázquez Alonso, Universidad de Sevilla, España.
- Dra. Claudia Heiss, Universidad de Chile, Chile.
- Dr. Yan Guzmán, Universidad de La Habana, Cuba.
- Dr. Mártin Haeberlin, Centro Universitário dos Reis, Brasil.
- Dr. Jordi Delgado Castro, Universidad Austral, Chile.
- Dr. Rodolfo de Camargo Lima, Universidad Católica de Temuco, Chile.
- Dr. David Cienfuegos, Universidad Nacional Autónoma de México, México.

## Directores responsables
- Dr. Jordi Delgado Castro (2009-2013)
- Dr. Iván Díaz García (2013-2018)
- Dr. David Almagro Castro (2018-2020)
- Dr. Pedro Goic Matinic (2020-2022)
- Dr. Isnel Martínez Montenegro (2022-actualidad)